# 雅克·卡马特
雅克·卡马特（法語：Jacques Camatte；1935年—2025年4月19日）是法国左翼共产主义理论家。早期为阿马迪奥·博尔迪加的追随者和国际共产党成员。在1968年法国暴发五月风暴以及博尔迪加逝世后，其思想转向共产化理论、加速主义和无政府原始主义，对这些当代新理论有一定贡献。

## 生平
卡马特生于法国普朗德屈克，曾在罗德兹的一所学校担任地球科学教师。在任教期间，他经常采取与他的政治一致的立场，他不会压迫性地管教有问题的孩子，而是采取那些依赖合作精神（他认为这是每个人与生俱来的）的方法来扭转他们。
他现在和女儿及孙子居住于法国乡下的一个朴门农场。

## 政治活动
卡马特很早就开始接触激进政治，1953年首次加入国际共产党左翼法国支部（FFGCI），这是一个与马克·奇里克（巴勒斯坦共产党创建人）和奥诺拉托·达门有关系的左翼共产主义组织。后来他参与了与之联系紧密的国际共产党（ICP）。在这里他接触到了罗杰·当热维尔、苏珊娜·伍特以及最重要的阿马迪奥·博尔迪加的工作，他在1954年开始与他们通信。然而，他与该党有一些分歧，特别是在民族解放的问题上，他在该党的机关报《共产主义纲领》（Il Programma Communista）上写过几篇与此有关的文章。
1961年，卡马特开始在ICP内部发挥越来越重要的知识分子作用，与博尔迪加本人展开了真正的智识上的交流。他在1962年发表的《党的形式的起源和功能》（"Origin and Function of the Party Form"）一文显示了他与博尔迪加的某种趋同。对后者来说，区分“正式的党”（formal party，有组织的真正的党）和“历史的党”（带有共产主义历史纲领的团体）是很重要的。博尔迪加逃避了所有的激进活动，声称马克思的理论主要是无产阶级的理论。对卡马特来说，历史的党是无产阶级正式组织中的一个实体化的机关，无论其规模如何。因此，卡马特认为，在反革命时期，如1968年5月之前，“国际主义者”不应落入行动主义的陷阱，而应发展共产主义纲领，首先集中于对政治经济学的批判。
在1964年搬到巴黎并加入ICP当地的支部机构后，他开始反对他认为的正在党内发展的托洛茨基激进主义（Trotskyist activism），包括会议的正式化、党员的官僚化、以党报为中心的鼓动，以及对共产主义工会的鼓动。
1966年，在党内进一步发表有争议的文章后，卡马特和当热维尔及其他11名成员一起脱离了党。这次分裂特别痛苦，因为正如卡马特回忆的那样，“谁离开了党，对党来说谁就是死了。”由于卡马特是ICP的期刊和文学藏品的图书管理员，他不得不把自己关在公寓里，以保存这些东西。最后，他被迫烧掉了非博尔迪加所写的全部藏书，以证明他不是一个“学者”。博尔迪加后来将此称为“一种强盗行径”。
这次分裂后，他与当热维尔的冲突导致了第二次分裂，卡马特创办了《居中不易》（Invariance），试图保护革命理论的纯洁性。

## 理论与信条
卡马特将《居中不易》视为1968年五月风暴的女儿，声称1968年是“反革命阶段的终结......68年5月不是革命，而是革命的兴起。这种兴起是由越南战争、国际货币危机......拉丁美洲游击队的斗争，以及特别地是由自动化所引发的黑人工人运动所塑造的。”值得注意的是，卡马特很早就拒绝了基于阶级的无产阶级概念。未来的“党”是“一种非个人力量”，它将“超越世代”和阶级，因为“它代表了人类物种，代表了最终被发现的人类。它是这个物种的意识。而任何试图过早形成人造组织的行为，就像ICP和其他‘极端合法’团体所做的那样，都无异于‘帮派’或‘骗子’。”
在这期间，卡马特创作了他最引人注目的作品《资本与共同体》（Capital and Community），其中分析了马克思的《直接生产过程的结果》、作为总体的资本主体、以及作为形成一种共同本质（Gemeinwesen）或人类共同体的共产主义。
在收集和出版了大量来自左翼共产主义潮流的历史文件，并分析了最近发现的马克思的著作之后，1970年代初，卡马特公开放弃了马克思主义观点。他反而认定，资本主义已经成功地按照它的利润塑造了人类，因此每一种“革命”都将不可能了；工人阶级只不过是资本的一个方面，无法取代资本的地位；任何未来的革命运动在基本上都将是人类与资本本身之间的斗争，而不是阶级之间的斗争；资本已经从结构上实现了极权主义，没有任何地区和任何人能处于它的驯服影响的外部。这种对革命前景的悲观主义伴随着这样的想法：我们可以“离开这个世界”，过上更接近自然的生活，不再伤害儿童，不再扭曲他们天生的合理思维。
对于卡马特来说，共产主义的前景仍然被无限期地推迟了。“人类社会只有转变为人类的共同本质（Gemeinwesen），才能继续生存下去。无产阶级不再有一个浪漫的任务要完成，而是要恢复其人类的中心地位。”卡马特提出了“反转”（inversion）的概念作为实现这一目标的唯一途径，这是他从博尔迪加后期的作品中汲取的概念。

## 遗产
《居中不易》在首次出版后具有很大的影响力，每期新发行的杂志销量通常在4000册左右。它在法国托派的左翼部分，特别地在意大利自治主义者中收获了广泛的读者，最引人注目的是安东尼奥·奈格里声称他在监狱中阅读该杂志时受到了“启发”。
卡马特的观点影响了无政府原始主义者，他们在1970年代末和1980年代初在《第五等级》（Fifth Estate）杂志上发展了卡马特观点的各个方面。
在21世纪，他的观点也继续影响了加速主义，他的文章《资本主义生产方式的衰落还是人类的衰落？》（Decline of the Capitalist Mode of Production or Decline of Humanity?）被收录在《#加速：加速主义读本》（#Accelerate: The Accelerationist Reader）中。